# 英荷戰爭
英荷戰爭（荷蘭語：Engels–Nederlandse Oorlogen or Engelse Zeeoorlogen），是發生於17世紀至18世紀英國與荷蘭之間的四次戰爭，主要目的是為了掌握海上勢力與海外貿易的主導權。

## 歷程

### 第一次英荷戰爭
發生於1652年至1654年，起因於英國頒布《航海條例》，與荷蘭的海上貿易發生衝突。戰爭互有勝負，然而在最後關頭，荷軍潰敗。1654年雙方簽訂《威斯敏斯特條約》，荷蘭認輸並承認航海條例。

### 第二次英荷戰爭
發生於1665年至1667年，起因於英國訂立更嚴苛的航海法，並佔領荷蘭位於北美的殖民地新阿姆斯特丹（今紐約）。戰後荷蘭保有從英國佔領的領地蘇利南，割讓包括新阿姆斯特丹在內的北美殖民地新尼德蘭給英國（也就是雙方互換領地）；而英國修改航海法，讓出部分商貿利益給荷蘭，並被迫和荷蘭、瑞典結成三國同盟，共同向剛興起的法國施壓，要求法王路易十四退還大批領土給西班牙(1667-1668法國在產權轉移戰爭打敗西班牙)。總體來說，第二次英荷戰爭是英國戰敗，因此醞釀出第三次英荷戰爭。

### 第三次英荷戰爭
發生於1672年至1674年。法國於1672年入侵荷蘭（法荷戰爭），造成荷蘭的「災難年（Rampjaar）」。荷蘭以決堤防止法軍佔領阿姆斯特丹，並且與西班牙結盟阻止法國繼續進軍。英國於同時攻打荷蘭，但是荷蘭於四次海戰均獲得勝利，英國遂被迫停戰。後來英王更在國會的壓力下，與荷蘭簽訂和約，兩國協商：英國得到荷蘭部分的殖民地與貿易特權，但必須給予荷蘭20萬英鎊的補償，結果在1674年正式結束第三次英荷戰爭。法國在英國退出戰爭後，成功在地中海地區數次擊敗荷蘭艦隊，最終贏下法荷戰爭。

### 第四次英荷戰爭
戰爭從1780打到1784年。起因於英國以荷蘭支援美國獨立戰爭為理由，在1780年片面廢除當初奥兰治亲王威廉三世所主導英荷同盟的各種條約，並發動了第四次英荷戰爭。英國靠著優勢的海軍，把軍備廢弛的荷蘭徹底打垮，並掠奪荷蘭豐厚的商隊物資與殖民地。1784年戰爭隨著英國承認美國獨立而結束，而荷蘭因為國勢與信用一落千丈，被迫依賴盟友法國作調停，幫荷蘭向英國爭取較好的和平條約。
英國打垮荷蘭可以說是作為失去北美十三州的巨大補償，這增強了英國的國力與競爭力（荷蘭從此失去與英國競爭商貿的力量），原本在一百年內向荷蘭人借貸的巨額國債（參見威廉三世），也可用戰爭為藉口而免付利息，並在戰後以低價向荷蘭商人收購國債。戰敗的骨牌效應越滾越大，此前一直是全世界金融中心的阿姆斯特丹，戰後被倫敦取代其金融地位；荷蘭東印度公司亦被戰敗影響而出現經濟危機，曝露其腐敗無能的巨大赤字，最後在1799年宣布破產解散。當初在17世紀叱吒風雲的「海上馬車夫」與殖民帝國，隨著這場戰爭而崩潰衰落，成為歐洲強權輕視的對象；連帶促成1787年荷蘭的愛國者革命，以及1795年法蘭西第一共和征服荷蘭的結局（參見1795年成立的巴達維亞共和國）。

## 外交政策
在東亞，英國採取了和臺灣明鄭王朝合作的策略，而荷蘭基於鄭成功奪取福爾摩沙殖民地的因素，進而和大清帝國合作；另外，荷蘭也是唯一可以和日本德川幕府交易的西洋勢力。

## 戰後發展
在1793年到1815法國大革命與拿破崙戰爭期間，法國不斷侵擾荷蘭的陸地勢力，甚至在1810荷蘭被兼併為拿破崙帝國的一部分，早在1797年荷蘭被英國皇家艦隊擊敗時，法國就意圖染指荷蘭在海上勢力的強大海軍，然而令人意料不到的是荷蘭在後面幾次戰役中也反敗為勝，英國不得已只能把戰場轉移到殖民戰爭層面，在東亞英國攻擊荷屬東印度，也就是今日的印尼，進而中斷荷蘭東印度公司最大的貿易據點－日本。

## 戰局總結
儘管在三次英荷戰爭之中雙方是互有勝負，就整體面來觀察荷蘭甚至略勝一籌，但是荷蘭黃金時代（約1585-1713年）還是被長年的戰爭耗資連累。不但黃金時代的高峰期至1672災難年就戛然而止，從1687年法國重新挑起的一系列鬥爭（包括陸上威脅、關稅戰與海上掠奪），最終在1713年把荷蘭人的愛國心消磨殆盡（荷蘭在西班牙王位繼承戰爭中，為反法的奧格斯堡同盟提供最多的陸軍——14萬人，展現出荷蘭驚人的金融霸權），以致於在1718年主動放棄自己的軍事霸權。
對英國來說，前三次英荷戰爭的戰敗使其金融體制不堪重負，政府處於破產邊緣，逐漸拖垮了查理二世的復辟王朝，引發新貴族與商人資產階級政治集團的不滿，埋下1688年的光榮革命的導火線。
在整個18世紀，荷蘭掌權的議會派商人，為了減輕巨額公債的負擔，也為了所謂「真正的自由」（大資產階級享有各省自主的政治特權與累退稅稅率），共和國裁撤大部分的軍事力量，自願降低國際地位、淪為二流國家也心甘情願。但是，荷蘭仍然是歐洲三大富國之一，就算到1770年代也是人均所得最高的國家（亞當·斯密因此在1776年說荷蘭仍是歐洲「最富有」的國家），它強大的金融霸權，使別國都想與它結盟。
荷蘭在18世紀的衰敗，歸根於愛國心與進取心的喪失。荷蘭人寧願把兩百多年來累積的資本，借貸給英、法等國的政府與企業，享受穩定豐厚的利息收入，也不願重拾「海上馬車夫」的進取精神，對外冒險犯難。結果因為六十多年的軍備廢弛，在1780-1784年的第四次英荷戰爭中，被英國徹底打垮，連帶促成1795年法國消滅荷蘭共和國的結局，正式結束了荷蘭的金融霸權，以及它最輝煌的殖民年代。